# Борго-Сан-Сиро
Борго-Сан-Сиро (итал. Borgo San Siro) — коммуна в Италии, располагается в регионе Ломбардия, в провинции Павия.
Население составляет 1057 человек (2008 г.), плотность населения составляет 61 чел./км². Занимает площадь 17 км². Почтовый индекс — 27020. Телефонный код — 0382.
Покровителем коммуны почитается святой Сир из Павии, празднование в третье воскресение октября. 

## Демография
Динамика населения:

## Администрация коммуны
- Официальный сайт: http://www.comune.borgosansiro.pv.it/